# Sipari (famiglia)
I Sipari sono una storica famiglia abruzzese, con residenze a Pescasseroli e ad Alvito, nota per essere stata proprietaria, alla metà del XIX secolo, di 15.000 ovini, che configurava il più numeroso gregge di pecore transumanti del Regno di Napoli.

## Storia

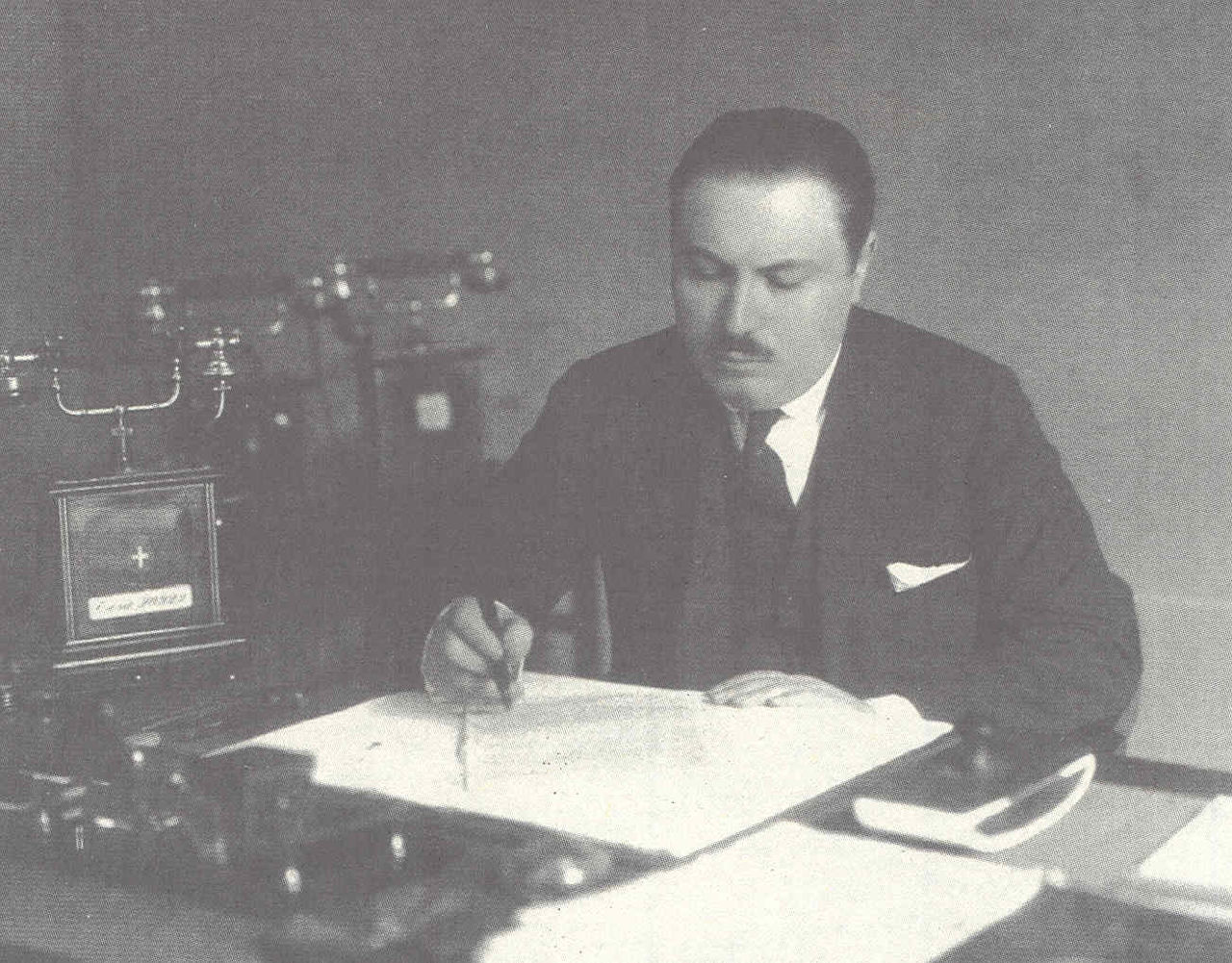
Ritratto di Erminio Sipari (1921)

La famiglia, trapiantatasi in Abruzzo da Sipar nel corso del XVI secolo, era dedita alla conciatura delle pelli ed è documentata soprattutto a partire dal XVIII secolo — con  Pietrantonio Sipari (1706–1771) — come proprietaria di greggi e terreni. La sua posizione sociale e la conseguente ricchezza accrebbe nei decenni successivi grazie a una serie di alleanze matrimoniali con altre importanti famiglie abruzzesi tra cui i marchesi Cappelli di San Demetrio ne' Vestini e i Croce di Montenerodomo; nel 1866, dal matrimonio di Luisa Sipari e Pasquale Croce, nacque il filosofo Benedetto Croce, che nel 1922 dedicò alla famiglia materna alcuni capitoli della monografia del paese natale, in seguito collocata in appendice alla Storia del Regno di Napoli.
Con l'inizio del XIX secolo la famiglia, di ideali liberali,  ebbe parte attiva nei moti del 1820-1821, con il secondo esponente di nome Pietrantonio (1796-1864), che fu capo della carboneria in Pescasseroli, Foggia e Castel di Sangro. Con l'unità d'Italia, i Sipari entrarono nella vita politica nazionale con diversi esponenti, tra cui l'intellettuale Francesco Saverio (1828–1874), che istituì con il fratello Carmelo (1832-1905) la riserva reale Alta Val di Sangro (abolita nel 1913), ed il figlio di quest'ultimo, Erminio Sipari (1879–1968), deputato del Regno d'Italia che nel 1922 ideò sia il primo consorzio forestale nazionale, la condotta forestale marsicana, sia - soprattutto - il parco nazionale d'Abruzzo, prima area protetta d'Italia.
L'unico ramo della casata, ancora fiorente in Alvito, è formato soltanto da esponenti femminili. Gli archivi della famiglia, in Pescasseroli e in Alvito, sono stati vincolati dalle rispettive direzioni regionali del Ministero per i beni e le attività culturali.

## Residenze

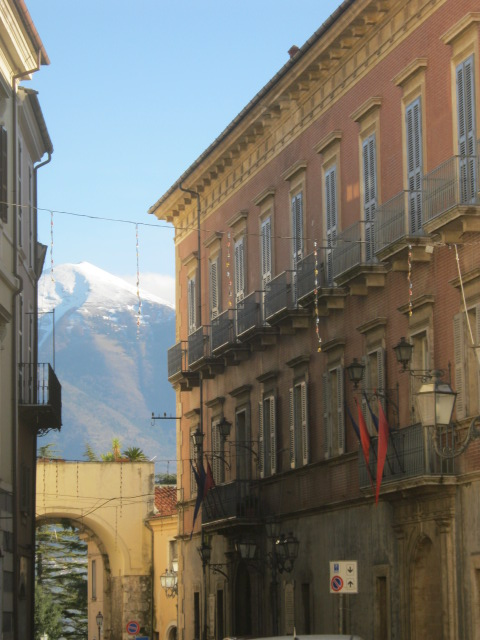
Il palazzo Sipari di Alvito

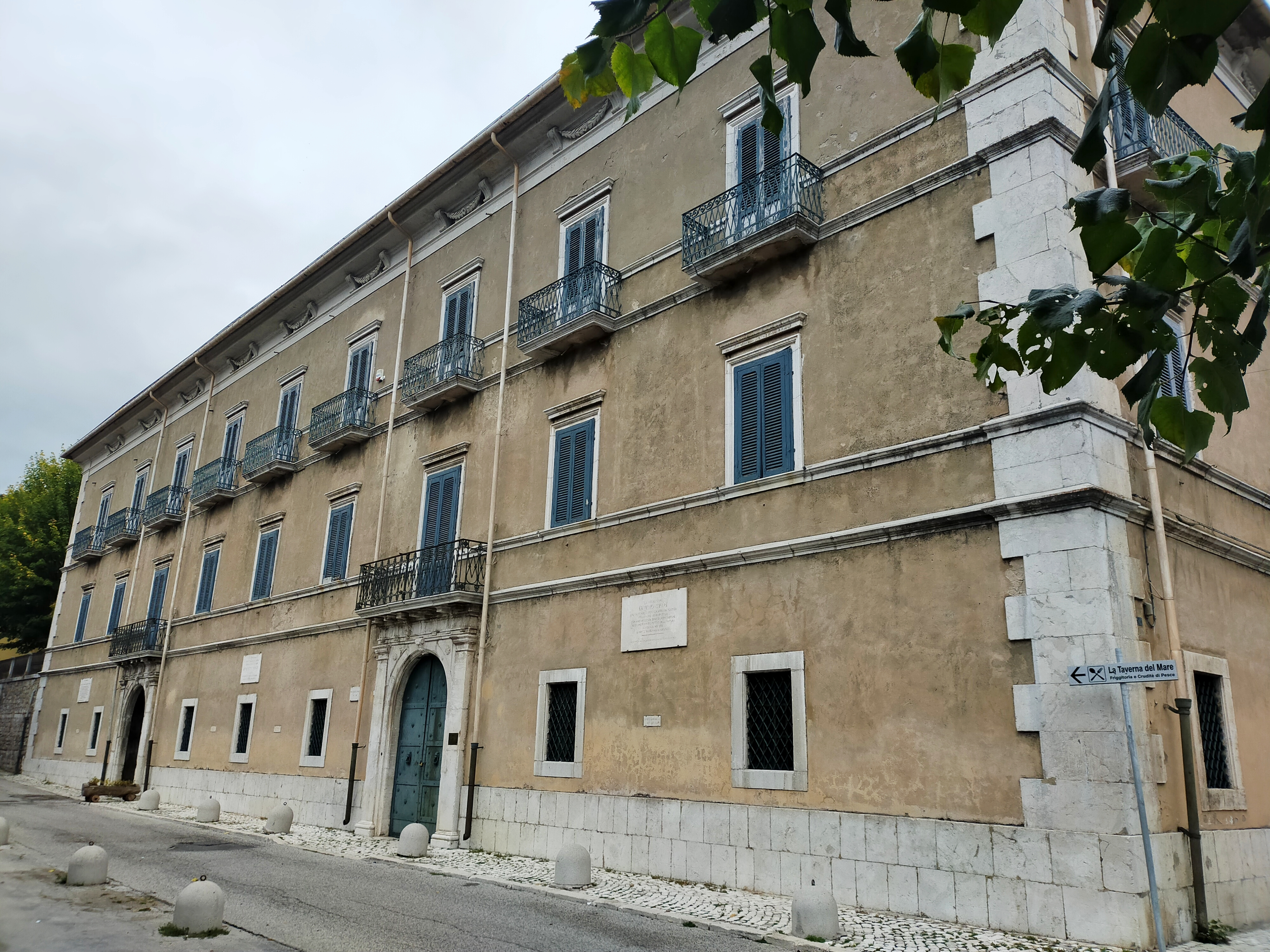
Palazzo Sipari a Pescasseroli

L'industria armentizia esercitata dai Sipari, e che originariamente interessò l'Abruzzo Ultra II e la Capitanata, privilegiando l'asse economico-viario del tratturo Pescasseroli-Candela, dagli anni trenta del XIX secolo si affiancò a interessi agricoli i quali, comportando una dilatazione regionale verso la Terra di Lavoro, e in particolare in Valle di Comino, determinarono una residenzialità più diversificata su base stagionale. Da quel periodo e fino al 1905 le residenze della famiglia furono in Pescasseroli, Foggia e Alvito, con lo stesso ramo, rappresentato da Carmelo.
In seguito alla sua scomparsa, le dimore vennero divise tra i suoi tre figli maschi: per testamento il primogenito, ancora di nome Pietrantonio, ebbe sia la residenza quattrocentesca di Pescasseroli (via C. Sipari) sia il palazzo di Alvito, risalente al 1858; al secondogenito, Francesco, toccò la casa palaziata di Foggia, acquistata dai principi di Montemiletto, che tuttavia fu distrutta durante la seconda guerra mondiale; al terzogenito Erminio spettò, infine, la dimora più grande di Pescasseroli (piazza B. Croce, già largo del Barone), che era stata eretta nel 1839 al posto del palazzo ex-feudale e dal 2005 sede della casa museo gestita dalla fondazione "Erminio e Zel Sipari onlus".